# Sultantepe
Koordinaten: 37° 3′ 1″ N, 38° 54′ 22″ O

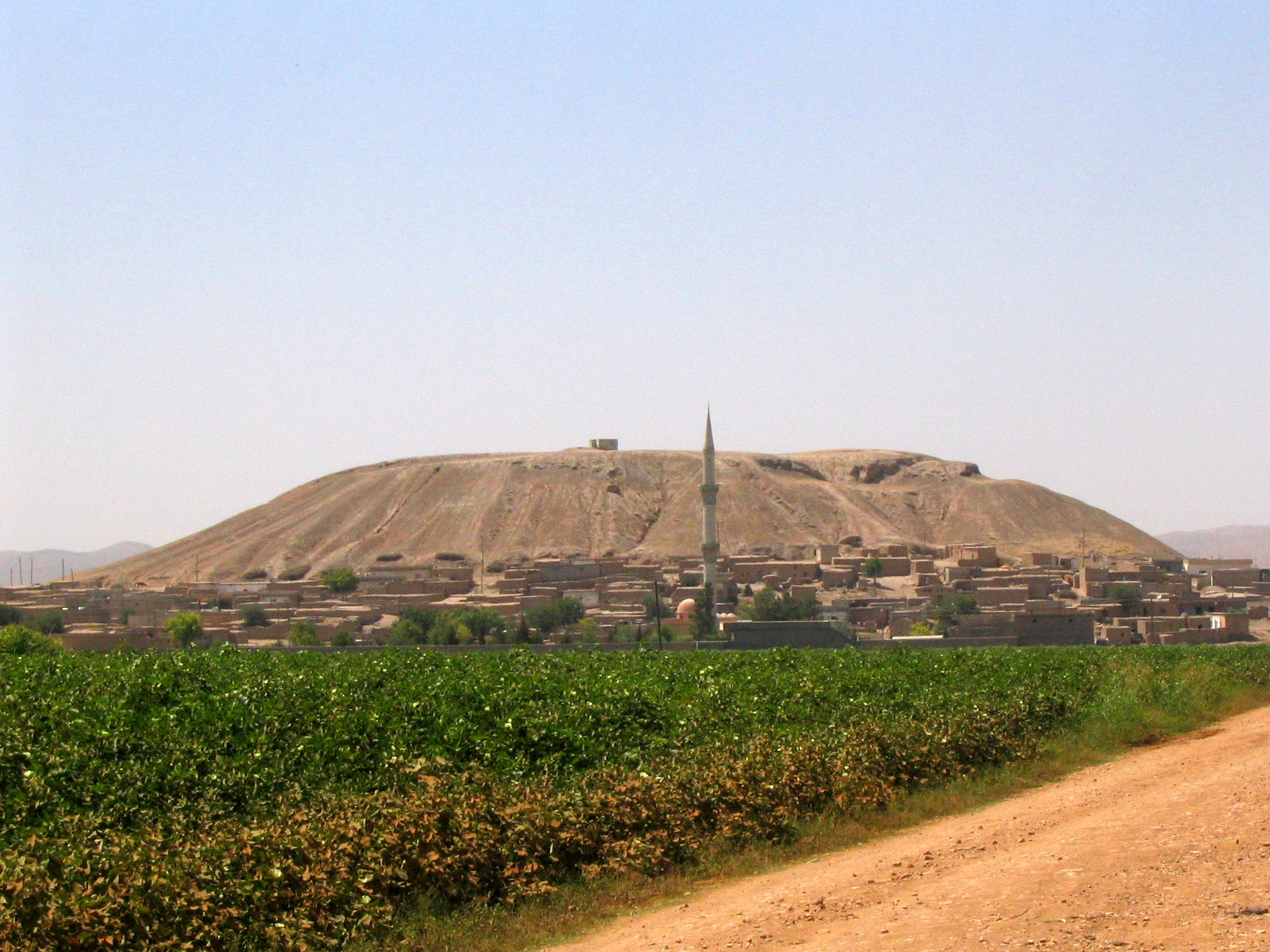
Der Sultantepe

Der Sultantepe ist ein mächtiger Tell nahe der heutigen Stadt Şanlıurfa in der Südosttürkei, auf der Strecke nach Harran, der sich rund 50 Meter über die umliegende Harran-Ebene erhebt. Sultantepe ist bekannt für seine spätassyrische Besiedlung, in welcher er wahrscheinlich den Namen Ḫuzirina trug, vor allem als Kultort.
Ausgrabungen in Sultantepe fanden in den 1950er Jahren unter der Leitung von Seton Lloyd und Nuri Gökçe statt, wobei Überreste einer assyrischen Stadt aus dem 8. und 7. Jahrhundert v. Chr. zum Vorschein kamen. In den Ruinen der, vermutlich in einer Brandkatastrophe untergegangenen, Stadt fand sich ein umfangreiches Archiv von Keilschrifttexten. Die rund 600 Tontafeln gehören den verschiedensten Gattungen an und belegen, dass die Bewohner dieser assyrischen Stadt aramäische Namen trugen. Der Untergang der Stadt kann in zeitlichen Zusammenhang mit der Eroberung und Zerstörung des benachbarten Harran 610 v. Chr. gebracht werden.